# Trevorite
La trevorite (simbolo IMA: Trv) è un minerale raro del supergruppo dello spinello e in particolare degli ossispinelli, nella cui famiglia occupa un posto nel sottogruppo dello spinello; si trova all'interno della classe minerale degli "ossidi e idrossidi" con la composizione chimica idealizzata NiFe3+2O4 ed è quindi, da un punto di vista chimico, un ossido di nichel-ferro.

## Etimologia e storia
La trevorite fu scoperta per la prima volta nel 1920 dal maggiore Tudor Gruffydd Trevor (1865-1958), allora ispettore minerario per il distretto di Pretoria (Sudafrica), in un piccolo deposito di nichel nella fattoria di Bon Accord a nord di Barberton, nella provincia sudafricana di Mpumalanga. È stato descritto per la prima volta nel 1921 da Andrew F. Crosse, che ha chiamato il minerale in onore del suo scopritore.
Il campione tipo del minerale è esposto al National Museum of Natural History di Washington (Stati Uniti) con il numero di catalogo 132464 e 132465.

## Classificazione
L'attuale classificazione dell'Associazione Mineralogica Internazionale (IMA) colloca la trevorite nel supergruppo dello spinello, dove è associata a cromite, cocromite, coulsonite, cuprospinello, dellagiustaite, deltalumite, franklinite, gahnite, galaxite, guite, hausmannite, hercynite, hetaerolite, jacobsite, maghemite, magnesiocromite, magnesiocoulsonite, magnesioferrite, magnetite, manganocromite, spinello, termaerogenite, titanomaghemite, vuorelainenite e zincocromite con cui il sottogruppo dello spinello all'interno degli ossispinelli. Fanno parte di questo gruppo anche la chihmingite e la chukochenite descritte dopo il 2018, nonché la nicromite, il cui nome non è stato ancora riconosciuto dal CNMNC dell'IMA.
Nell'obsoleta, ma ancora in uso, 8ª edizione della sistematica minerale secondo Strunz, la trevorite appartiene alla classe minerale degli "ossidi e idrossidi" e lì alla classe degli "ossidi con rapporto quantitativo materiale metallo : ossigeno = 3 : 4 (spinello tipo M3O4 e composti correlati)", dove forma il gruppo degli "spinelli di ferrite" con il sistema nº IV/B.02 insieme a cuprospinello, franklinite, jacobsite, magnesioferrite e magnetite.
La 9ª edizione della sistematica minerale di Strunz, in vigore dal 2001 e utilizzata dall'IMA, classifica anche la trevorite nel dipartimento degli ossidi con un rapporto di quantità di materiale "metallo : ossigeno = 3 : 4 e simili". Tuttavia, questo è ulteriormente suddiviso in base alla dimensione relativa dei cationi coinvolti, in modo che il minerale possa essere trovato in base alla sua composizione nella suddivisione "Con solo cationi di medie dimensioni", dove è elencato insieme a brunogeierite, cromite, cocromite, coulsonite, cuprospinello, filipstadite, franklinite, gahnite, galaxite, hercynite, jacobsite, magnesiocromite, magnesiocoulsonite, magnesioferrite, magnetite, manganocromite, nicromite, qandilite, spinello, ulvöspinello, vuorelainenite e zincocromite formano il "gruppo dello spinello" con il sistema nº 4.BB.05.
La classificazione dei minerali di Dana, che viene utilizzata principalmente nel mondo anglosassone, classifica la trevorite nella classe degli "ossidi e idrossidi" e lì nel dipartimento "ossidi multipli". Lo si trova insieme a magnesioferrite, jacobsite, magnetite, franklinite, cuprospinello e brunogeierite nel "sottogruppo del ferro" con il sistema nº 07.02.02 all'interno della suddivisione "Ossidi multipli (A+B2+)2X4, Gruppo dello spinello".

## Chimica
L'analisi iniziale di Crosse di un gran numero di campioni provenienti dalla località tipo Bon Accord ha restituito una composizione del 40,30% di ossido di nichel (NiO), del 49,30% di ossido ferrico (Fe 2O3) e del 6,50% di silice (SiO2) e tracce di fosforo (0,13%) e ossido di calcio (0,20%). Crosse calcolò un contenuto di metallo del 29,6% di nichel e del 35,7% di ferro dalla composizione empirica, ma non specificò una formula chimica nella sua descrizione iniziale.
La composizione della trevorite è stata ridefinita da Thomas Leonard Walker nel 1923 e contiene il 31,9% di ossido di nichel e il 68,1% di ossido ferrico. La formula dell'ossido è combinata da Walker con NiO · Fe2O3 e la formula molecolare come NiFe2O4.
A causa della parziale sostituzione del ferro con il nichel, la composizione chimica della trevorite varia tra NiFe3+2O4 e (Ni6Fe4)Fe2O4. Tracce di cobalto e magnesio possono anche essere incorporate nella posizione del nichel.

## Abito cristallino
La trevorite cristallizza nel sistema cubico nella struttura dello spinello con il gruppo spaziale Fd3m (gruppo nº 227); la costante di reticolo è pari ad a = 8,34 Å e possiede 8 unità di formula per cella unitaria. Raramente sviluppa piccoli cristalli ottaedrici con una lucentezza metallica sulle superfici.

## Proprietà
La trevorite è molto simile alla magnetite in molti aspetti e, come la magnetite, mostra un forte magnetismo. Al contrario, tuttavia, la trevorite non mostra una tendenza alla sfaldatura e si rompe con superfici di frattura irregolari.
Con una durezza Mohs di 5, la trevorite è uno dei minerali medio-duri che possono essere tagliati con un coltellino tascabile, simile al minerale di riferimento apatite (durezza 5).

## Origine e giacitura
La trevorite si è formata nel piccolo deposito tabulare di nichel Bon Accord nella zona di contatto tra la quarzite e le ultrabasite o ultramafiti serpentinizzati e cloritati. A seconda della posizione, i minerali compagni possono includere goethite, heazlewoodite, millerite contenente nichel, nichel nativo, nimite, reevesite, talco, violarite e willemseite.
Essendo una formazione minerale rara, la trevorite è stata rilevata solo in pochi siti, con meno di 20 siti documentati (a partire dal 2018). Oltre alla sua località tipo Bon Accord e nella vicina cava di talco della Scozia nella provincia di Mpumalanga, la trevorite è stata trovata anche in Sudafrica nella miniera di Karee vicino a Rustenburg e nel cratere Morokweng nella Provincia del Nordovest.
Finora, l'unico sito noto in Germania è il cumulo di sterili a Lichtloch 25 della fonderia di rame-argento Gottesbelohn vicino a Hettstedt in Sassonia-Anhalt.
In Europa, il minerale è stato finora conosciuto solo dai cumuli di scorie vicino ad Agios Konstantinos (Kamariza) nel comune greco di Laurio (Attica), da Szklary nel distretto polacco Ząbkowicki. Un altro sito in Italia, più precisamente la miniera di Funtana Raminosa nei pressi di Gadoni in provincia di Nuoro (in Sardegna), non è ancora considerato certo.
In tutto il mondo, la trevorite è stata trovata anche nel Cono nº 32 nella provincia vulcanica di McBride nel Queensland, così come a Mount Clifford e nella prospezione di nichel di Marriott a Ten Mile Outcamp nella Contea di Leonora nell'Australia occidentale, a Musongati nella provincia di Rutana del Burundi, al deposito di minerale di Phokphur nel distretto di Tuensang dello stato indiano del Nagaland, nel Formazione Hatrurim all'interno del deserto del Negev in Israele, vicino a Hatfield vicino a Gabbs nella contea di Nye, (nel Nevada), e in un deposito di placer su Josephine Creek nella contea dell'Oregon negli Stati Uniti.
Anche in campioni di roccia della dorsale medio atlantica prelevati durante una delle spedizioni della nave da ricerca Albatross, nella posizione 23°58′00″N 38°56′00″W, la trevorite è stata rilevata insieme al cobalto e alla magnetite. Un'ulteriore scoperta nel sito idrotermale di Logatchev-1, d'altra parte, è considerata discutibile o non ha potuto essere verificata.
Inoltre, la trevorite è stata identificata come componente di vari meteoriti, tra cui un meteorite precedentemente senza nome trovato in Kazakistan nel 2017; nel meteorite roccioso Khatyrka (Circondario Federale dell'Estremo Oriente, in Russia) e nel canyon Diablo trovato vicino al cratere Barringer in Arizona.

## Forma in cui si presenta in natura
Di solito si trova sotto forma di aggregati minerali da granulari a massicci di colore nero con una sfumatura verdastra. Il colore dello striscio, invece, va dal marrone al marrone scuro. Il minerale è generalmente opaco e trasparente solo nelle schegge più fini.